# Чорна богиня (телесеріал)
«Чорна богиня» — російський телевізійний серіал 2005 року виробництва ТОВ «ТТО».

## Сюжет
У маленькому місті на півдні Росії живе спокійно гарна жінка, яка й не підозрює, що їй належить пережити. В одну мить вона позбавляється коханого чоловіка, добробуту та спокою. На зміну тихим будням приходять страшні потрясіння. Але вир подій її не згинає, вона не губить людяність, а навпаки - у ній відкриваються невідомі сили, що дозволяють знов знайти себе й кохання...

## У ролях
- Марія Глазкова — Анна Жукова
- Сергій Астахов — слідчий Михайло
- Андрій Градов — Олександр Жуков
- Ігор Стам — Валентин Жуков
- Юлія Майборода — Камілла
- Станіслав Ердлей — Тимур
- Олег Гущін — Равіль
- В'ячеслав Жолобов — Марат
- Сергій Гирин — слідчий Борис
- Людмила Нільська — Єлизавета Петрівна
- Марія Клімова — Зоя
- Ігор Письменний — Влад
- Марія Куркова — Лера
- Ольга Сиріна — Ніна, домробітниця
- Олексій Шейнін — Мітін
- Олександра Назарова — Баба Віра
- Андрій Межуліс — Стас
- Денис Беспалий — Хома
- Михайло Бєленький — брат Хоми
- Павло Сметанкін — Юрій
- Михайло Водзумі — охоронець Нізамових
- Борис Абаров — Дамір, охоронець Равіля
- Ірина Шипова — Соня
- Василь Бриков — Єгор
- Артем Галанов — Ілля
- Руслан Наурбієв —  "Альбатрос"
- Костянтин Юдаєв —  Ігор Ромащенко, лікар-реаніматолог
- В'ячеслав Баранов — лікар

## Кіноляпи
За сюжетом дія відбувається в південному російському місті. Однак  машина Равіля Халілова має номер із регіональним ідентифікатором «99», що позначає код міста Москви.